# Religija u Irskoj
Religija u Irskoj obuhvaća sve vjerske zajednice koje djeluju u Irskoj. Povijesno najvažnija i najbrojnija zajednica je Katolička Crkva.

## Povijest
Irska je tradicijski katolička zemlja. Unatoč gotovo tisućljeća engleske vlasti i pritisaka anglikanaca (v. plantažiranje Irske, krumpirova glad) i velikim iseljavanjima, ostala je većinski rimokatolička. Ulaskom u EEZ Irska je i dalje bila rimokatolička, a velikim gospodarskim napredkom (keltski tigar) privukla je radnu snagu iz drugih djelova EU-a i svijeta. čime je narastao broj pripadnika drugih vjera.
Većina crkava organizirana je na otočkoj osnovici, što znači da obuhvaća i Republiku Irsku i Sjevernu Irsku, dio Ujedinjenog Kraljevstva. Irski Putnici (Lucht Siúil) tradicijski su prihvatili poseban stav prema Katoličkoj Crkvi, usredotočavajući se na likove poput „liječećih svećenika”. Nastavili su i tradiciju „viđenja”, često izvan sankcija Crkve.

## Vjerska struktura
Procjene koje navodi CIA iz 2011. govore o sljedećem vjerskom sastavu:
- rimokatolici 84,7%
- anglikanci Irske Crkve 2,7%
- ostali kršćani 2,7%
- muslimani 1,1%
- ostali 1,7%
- nespecificirano 1,5%
- nikoje vjere 5,7%

Popisom stanovništva u Irskoj 2011. utvrđeno je ovo stanje:
- rimokatolici 84,16%
- bez vjere 5,88%[6]
- anglikanci Irske Crkve 2,81%
- nisu odgovorili 1,59%
- muslimani 1,07%
- pravoslavni 0,99%
- ostali kršćani (prezbiterijanci 0,54%, Apostolska Crkva/pentekostalci 0,31%...) 1,7%
- ostale vjere (hinduisti 0,23% i dr.) 0,8%

## Vremenski tijek
- Širenje kršćanstva u Europi i na Sredozemlju.
- Europa u doba velike podjele 1054. godine.
- Religija u Europi, na Sredozemlju i na Bliskom Istoku 1100.
- Religije u Europi 1560.

## Vanjske poveznice
|  | Zajednički poslužitelj ima još gradiva o temi Religion in Ireland |